# Mercedes-Benz 450 SEL 6.9
La Mercedes 450 SEL 6.9 (Mercedes-Benz Classe S type W116) est une automobile de grand luxe et de haut de gamme de 5,06 m, produite entre 1975 et 1979. Elle succède à cette place dans la gamme de la marque, et tardivement, à la 300 SEL 6.3, dont la production s’est arrêtée en 1972. Car le premier choc pétrolier retarde la sortie de la 450SEL 6.9, dont la présentation mondiale a lieu au salon de Genève de 1974, sa commercialisation ayant lieu encore un an plus tard. Le moteur V8 M 100 de 6 834 cm3 (alésage-course : 107×95) est celui, encore amélioré notamment par une augmentation de la cylindrée, de la Mercedes-Benz 600. Il développe 286 ch DIN et 549 N m et est en son temps le plus gros moteur jamais produit par un constructeur de l'Europe de l'Ouest depuis la Seconde Guerre mondiale. Le graissage moteur est de type carter sec. La boîte de vitesses automatique est à trois rapports. La vitesse maximale de la voiture est de 234 km/h. À noter qu'on trouve l'ABS sur les plus récentes versions. Elle est considérée comme la reine des berlines des années 1970. C'est aussi le premier modèle de la marque équipé d’une suspension hydropneumatique,.
Quelques concurrentes toutefois : Jaguar XJ12 5,3 litres de 289 ch (et son exécution luxueuse la Daimler Double Six) ainsi que la De Tomaso Deauville dotée d'un V8 5,7 litres à arbre à cames central d'origine américaine et la Maserati quattroporte 4,9 litres de 320 ch possédant un double arbre à cames en tête pour chaque rangée de son V8.
Claude François — qui conduit toujours ses voitures, son chauffeur n'étant là que pour les préparer et les nettoyer — en possède une d'août 1975 au 11 mars 1978, de couleur bleue, intérieur cuir beige. C'est à bord de celle-ci que lui et des proches échappent à un attentat par balle, dans la nuit du 25 au 26 juin 1977. Il dira plus tard, que s'il n'avait pas eu cette voiture aussi puissante, il ne s'en serait pas sorti.
En août 1976, Claude Lelouch pilote lui-même la sienne à vive allure, sur un trajet d'une dizaine de kilomètres dans Paris, pour filmer, à l'aide d'une caméra fixée sur le pare-chocs, le plan-séquence unique constituant son court métrage C'était un rendez-vous.
Elle demeure enfin, dans la mémoire collective, la voiture du personnage J. R. Ewing dans la série télévisée à succès Dallas, diffusée dès 1978 aux États-Unis, et à partir de 1981 en France.